# Julius Meyer (Kunsthistoriker)

Julius Meyer (Kunsthistoriker)

Julius Meyer (* 26. Mai 1830 in Aachen; † 16. Dezember 1893 in München) war ein deutscher Kunsthistoriker und Berliner Museumsdirektor.

## Leben und Wirken
Der Sohn eines Offiziers studierte zunächst Rechtswissenschaften an der Universität Göttingen, wechselte aber später nach einem Jahr Auslandsaufenthalt zur Universität Heidelberg, wo er die Fachgebiete Philosophie und Ästhetik belegte und mit der Dissertation Die Geschichte der deutschen Aesthetik seit Kant promovierte.
Nach seiner Heirat zog Meyer nach München und spezialisierte sich immer mehr auf dem Gebiet der Kunstgeschichte. Im Jahr 1872 folgte er dem Ruf durch Graf Guido von Usedom an die Gemäldegalerie in Berlin, wo er als Nachfolger von Gustav Waagen bis 1890 das Amt des Direktors bekleidete. Meyer verfügte über Durchsetzungsvermögen und ging hier neue Wege. Zu seinen ersten Maßnahmen gehörte der Umbau des Oberlichts an dem Schinkelbau. Ein besonderes Anliegen Meyers war es, die Sammlung des Museums zu komplettieren und in diesem Zusammenhang gelang es ihm, Teile der Sammlung von Barthold Suermondt und die Holzschuher-Porträts von Albrecht Dürer dem Museumsbestand hinzuzufügen.
Bereits 1852 erwarb der Verleger Wilhelm Engelmann von Georg Kaspar Nagler vom Tendler-Verlag die Rechte des Neuen Allgemeinen Künstlerlexikons und bat anschließend Meyer, diese Enzyklopädie zu überarbeiten. Geplant waren 15 Bände, bis zum Jahr 1885 erschienen dann zunächst drei Bände. Im Jahr 1876 wurde Meyers Biographie über Antonio da Correggio von Mary Margaret Heaton ins Englische übersetzt. Von 1880 bis 1883 überarbeitete er an der Berliner Galerie zusammen mit Ludwig Scheibler, Wilhelm Bode und Hugo von Tschudi den Katalog über die zahlreichen Ausstellungsstücke des Hauses. Im Verlauf seiner Dienstjahre erwarb sich Meyer dabei ein hohes internationales Renommee.
Infolge einer schweren Erkrankung zog sich Julius Meyer im Jahr 1890 wieder nach München zurück, versuchte aber von dort die Amtsgeschäfte noch vorübergehend weiterzuführen. Meyers Nachfolger in Berlin wurde Wilhelm Bode, der seit 1872 sein Assistent gewesen war.
Julius Meyer war verheiratet mit Luise Bode. Deren gemeinsame Tochter Mary (1854–1919) heiratete in erster Ehe Konrad Fiedler, einen Kunsthistoriker und Theoretiker. In zweiter Ehe vermählte sie sich dann noch mit dem Dirigenten Hermann Levi.

## Veröffentlichungen (Auswahl)
- Geschichte der modernen französischen Malerei. Neufeld & Mehring, Berlin 1860(?).
- Geschichte der modernen französischen Malerei seit 1789, zugleich in ihrem Verhältniß zum politischen Leben, zur Gesittung und Literatur. E. A. Seemann, Leipzig 1867.
- Antonio da Correggio. 2 Bände. W. Engelmann, Leipzig 1871.
  - englisch: Antonio Allegri Da Correggio. Vom Deutschen übersetzt von Dr. Julius Meyer. Macmillan, New York 1876.
- (Hrsg.): Allgemeines Künstler-Lexikon. 3 Bände [mehr nicht erschienen]. Engelmann, Leipzig 1872 bis 1885 (Band 1, 1872: Aa–Andreani Digitalisat; Band 2, 1878: Appiani–Domenico del Barbiere Digitalisat; Band 3, 1885 (hrsg. von Julius Meyer, Hermann Lücke, Hugo von Tschudi) Giambattista Barbieri–Giuseppe Bezzuoli Digitalisat).
- Giovanni Antonio Amadeo: scultore ed architetto (n. 1447 m. 1522). T. delle Scienze Matematiche e Fisiche, Rom 1873.
- Beschreibendes Verzeichnis der während des Umbaues ausgestellten Gemälde. C. Berg & V. Holten, Berlin 1878.
- mit Ludwig Scheibler, Wilhelm Bode: Katalog der Königliche Gemälde-Galerie zu Berlin. 2. Ausgabe. Weidmann, Berlin 1883.